# Rasputin
«Rasputin» — песня группы Boney M. из третьего альбома Nightflight to Venus (1978). Была издана как сингл в 1978 году.
«Rasputin» представляет собой полубиографический фрагмент о жизни и смерти русского мистика Григория Распутина — друга и советника царя Николая II. Текст песни описывает Распутина как плейбоя, любовника русской царицы, мистического целителя и политического манипулятора, к которому испытывали неприязнь и пытались убить некоторые представители высшего общества.
Сингл поднялся на первое место в чартах ФРГ и Австрии и занял второе место в Великобритании и Швейцарии. Также он стал для группы вторым синглом номер 1 в Австралии (другим был «Rivers of Babylon»).
В декабре 1978 года Boney M. посетила СССР и дала десять концертов в Москве, при этом исполнять песню «Rasputin» группе было запрещено. Также песня не вошла в советское издание альбома «Ночной полет на Венеру», выпущенного фирмой «Мелодия» в 1980 году.
Мелодия «Распутина» несколько схожа со второй частью турецкой народной песни «Kâtibim». В 1997 году для мюзикла «Старые песни о главном 3» была записана новая версия песни при участии Александра Буйнова.

## Чарты
| Чарт (1977—78)                 | Наив. поз. |
| ------------------------------ | ---------- |
| Австралия (Kent Music Report)  | 1          |
| Австрия                        | 1          |
| Германия                       | 1          |
| Бельгия (BRT Top 30)           | 2          |
| Бельгия (Utratop 30, Фландрия) | 1          |
| Великобритания                 | 2          |
| Франция                        | 2          |
| Финляндия                      | 2          |
| Швейцария                      | 2          |
| Новая Зеландия                 | 4          |
| Нидерланды (Top 40)            | 8          |
| Нидерланды (Daverende 30)      | 5          |
| Норвегия                       | 10         |